# Federico Pedini Amati
Federico Pedini Amati (født 11. august 1976) er en politiker fra San Marino.